# Lily Jay
Lily Jay (nascida a 5 de setembro, 1994) é uma atriz, dançarina e cantora de Brisbane, Austrália.

## Carreira
Jay lançou o seu primeiro álbum a solo em 2015. Ela foi finalista no Achas que Sabes Dançar Austrália em 2016.
Em outubro de 2017, Jay lançou o seu primeiro single Renovate em colaboração com Xy Laty. Como atriz e dançarina, Jay participou em filmes notáveis como Piratas das Caraíbas, Step Up, e Dance Academy.